# Tarantula (The Smashing Pumpkins)
Tarantula è un singolo del gruppo alternative rock statunitense The Smashing Pumpkins, pubblicato nel 2007 ed estratto dall'album Zeitgeist.

## Tracce
- 7"

1. Tarantula – 3:51
2. Death from Above – 4:06